# Persille
Persille (Petroselinum crispum) er en to-årig plante, der er meget udbredt i europæisk, mellemøstlig og amerikansk madlavning som krydderurt.

## Anvendelse
I Danmark er stegt flæsk med persillesovs en klassiker. Typisk hakkes persillen fint, men man kan også sprødstege små portioner persille. Kruspersille anvendes ofte som pynt.
Persille kan have jordbakterier på sig. De har gode vækstbetingelser i lunken mad, og de kan danne giftstoffer. Ønsker man at gemme rester af madretter med persille, skal man derfor være opmærksom på hurtigt at nedkøle dem og ved gentilberedning opvarme dem til over 75 °C.

## Varieteter
Der findes flere varieteter af persille:
- Persillerod (Petroselinum crispum var. tuberosum), også kaldet rodpersille.
- Bladpersille. To typer:[3]
  - Kruspersille (Petroselinum crispum var. crispum). Med stærkt krusede blade.
  - Bredbladet persille (Petroselinum crispum var. neapolitanum), også kaldet glatbladet persille. Bredbladet persille har en kraftigere smag end kruspersille, fordi den førstnævnte har et højere indhold af æteriske olier.[4]

## Eksterne kilder og henvisninger
1. ↑  5. april 2013: Plantebeskrivelser - Persille Arkiveret 10. december 2018 hos  Wayback Machine. HAVESIDEN WWW.KAN-LIR.DK . Hentet 9. december 2018.
2. ↑  Michael René (20. oktober 2015): Genopvarmning og opvarmning af spinat, persille og grønkål på www.pletværk.dk. Hentet 9. dec. 2018.
3. ↑  M. Skytte Christiansen og Henning Anthon: Danmarks Vilde Planter, Branner og Korchs Forlag 1958. Side 445 (bind 2).
4. ↑  Persille Arkiveret 10. december 2018 hos  Wayback Machine på raavareguiden.dk. Hentet 9. dec. 2018.

- Fødevarestyrelsen – Persille
- Karna Maj: Persille på havenyt.dk
- Naturbasen - Billeder og udbredelse i Danmark af Persille